# Miloš Steimar
Miloš Steimar (28. března 1922 Praha – 15. února 1949 Brno) byl český divadelní a filmový herec, vnuk plzeňského herce a divadelního ředitele Vendelína Budila. Jeho otcem byl herec Jiří Steimar a matkou herečka Anna Steimarová.

## Život
Miloš Steimar pocházel z vícegenerační herecké rodiny, což se projevilo děděnými hereckými vlohy. Od dětských let vystupoval na divadle, v představeních hraných v rodinném hotelu v Černošicích vedeném jeho otcem. Profesionální kariéru začal během druhé světové války v holešovickém divadle Uranie. Zde strávil 4 roky v letech 1939 až 1943. Následně přešel do Brna, kde hrál v Českém lidovém divadle, po skončení války začal hrát ve Slováckém divadle v Uherském Hradišti. V roce 1947 se vrátil do Brna, kde společně s dalšími mladými herci začali tvořit na scéně Svobodného divadla. Zde působil až do nešťastné události, kdy se udusil plynovými výpary z kamen. Byl pohřben na Olšanských hřbitovech v Praze.

## Filmografie
- 1933 Jindra, hraběnka Ostrovínová, režie Karel Lamač
- 1945 Tři knoflíky, režie Bořivoj Zeman